# 가미노아이촌
가미노아이촌(上野合村)은 이바라키현 히가시이바라키군에 일찍이 존재했던 촌이다.

## 지리
- 현재의 이바라키정의 남부에 위치한다.
- 촌 지역은 쿠누마가와 강과 그 지류 주변은 평지로 이루어져 있다.

## 역사
- 1889년 4월 1일 - 정촌제 시행에 의해 히가시이바라키군 가미노아이촌이 성립하였다.
- 1955년 2월 11일 -나가오카정 가와네촌, 가시마군, 누마사키촌과 합병해 히가시이바라키군 이바라키정이 성립하여, 동일 가미노아이촌은 폐지되었다.

## 인구
| 1891년 | 2,713 |
| 1920년 | 4,058 |
| 1935년 | 4,495 |
| 1950년 | 5,632 |

## 교통

### 도로
- 1급국도
  - 국도 6호선

## 참고문헌
- 角川日本地名大辞典編纂委員会『가도카와 일본 지명 대사전 8 茨城県』、가도카와 쇼텐、1983年 ISBN 4-04-001080-9